# Жаока
Жаока је оштар орган или дио тела различитих животиња, најчешће код зглавкара, а који служи за убризгавање врсте отрова. Код неких врста опнокрилаца (пчеле), јединка након убризгавања отрова преко жаоке, умире.